# 핑구
《핑구》(영어: Pingu)는 스위스와 영국의 클레이 애니메이션 시리즈이다. 원작은 오트마 구트만이며, The Pygos Group가 제작, HIT Entertainment와 Hot Animation이 배포하였다. 핑구는 펭귄들이 이글루에서 살고 일하는 남극이 배경이며, 남극점에 있는 펭귄의 한 가족의 이야기를 다루고 있다. 또한 핑구의 주인공은 그 가족의 아들이자 등장인물인 핑구이다.
핑구에서 펭귄이 말하는 모든 대화는 인간들의 언어로 이루어지지 않고, 오직 '핑구어'(Pinguese)로만 이루어진다. 이탈리아 배우 출신인 카를로 보노미가 모든 등장인물의 목소리를 녹음 카를로 보노미가 쓴 대본 없이 연기하였다.
그리고 90년대 초반에는, 대한민국에서 웅진 미디어가 독점계약으로 비디오판으로 발매하였다가 2000년대에는 동성프로덕션에서 핑구 우리말 녹음 비디오가 나오기도 했었으며 이미자가 핑구 목소리를, 정미숙은 핑가 목소리를, 그리고 권혁수는 핑구 아빠 목소리를 연기하였다.
2017년 9월 5일 일본 NHK측은 핑구 시리즈를 부활하여 제작에 참여하였음을 발표하였다. 전작과 달리 클레이 애니메이션이 아닌 CG 애니메이션으로 전환하여 핑구의 새로운 시리즈인 핑구 인 더 시티 (Pingu in the City)를 10월 7일부터 매주 토요일마다 방영된다. 초기에는 일본에서만 방영되고 있지만 2018년에는 원래 제작 국가인 스위스와 영국에서 역수출을 비롯, 추후에 다른 국가에도 수출될 가능성이 있다. 대한민국에서는 희원 엔터테인먼트와의 국내 판권 계약을 맺어 투니버스에서 2018년 10월 30일부터 매주 화요일 오전 10시 30분에 방영하고 있다.

## 등장인물
- 가족: 핑구(주인공), 핑가(동생), 엄마, 아빠, 할아버지
- 주변인물: 로비(물개), 핑고(핑구의 친구), 핑기(핑구의 여자친구) ,핑(핑구와 핑고의 친구) 펑키 (핑구의 친구)
- 기타: 의사선생님, 간호사, 노숙자, 물범, 쌍둥이 아기펭귄(핑구와 핑가의 사촌) 꽃게, 선생님들(핑구, 핑고, 핑기, 핑의 학교선생님과 핑가의 유치원 선생님),하키부, 우체부아저씨, 장애인펭귄, 핑구의 숙모, 핑구의 삼촌, 핑구의 사촌, 핑구의 고모

## 한국어판 스탭

### 꼬마 펭귄 핑구
- 원제: The Pingu Show (Hit Entertainment / 영국)
- 번역: 박은실
- 해설: 박경찬
- 컴퓨터그래픽: 김유라
- 문자그래픽: 김용남
- 더빙: 고종훈
- 음향: 진대중
- 기술감독: 김남호
- 우리말 연출: 이용준
- 우리말 제작: EBS